# Taeke Friso de Jong

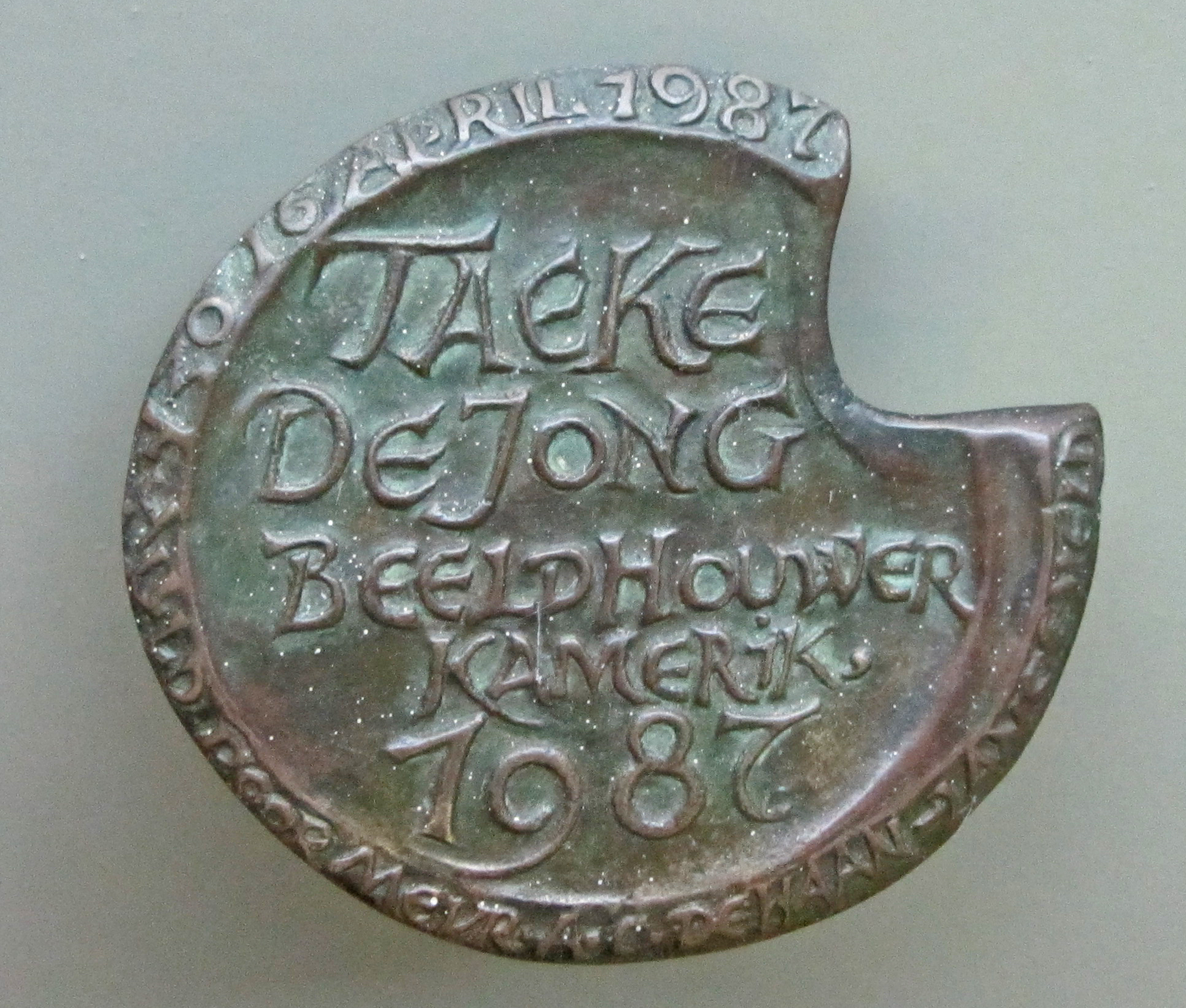
bronzen vorm met titel en naam

Taeke Friso de Jong (Oudenrijn, 28 juli 1948) is een Nederlandse beeldhouwer en medailleur die in Kamerik zijn atelier heeft.
Zijn werk wordt gekenmerkt door beweging en de aandacht voor detail. Naast beelden en doopvonten maakt hij penningen en portretten. De materialen die De Jong in zijn werk gebruikt zijn brons, steen, terracotta en zilver. Zijn werken variëren in afmeting van zeer klein, zoals zijn penningen, tot monumentaal. Hij maakte een doopvont voor de Dom van Utrecht. Ook maakte hij voor de Grote Kerk in Vianen twee opdrachten; voor de Onze Lieve Vrouwekapel een crucifix getiteld Christus in Glorie en een staande kerkkandelaar, een annunciatie.
De Jong bezocht de Rijksakademie van beeldende kunsten in Amsterdam van 1968 t/m 1972. Hij oefende zijn tekenvaardigheid door bij Het Nationale Ballet in de oefenzalen te kijken: dans, beweging, lichaam. In de polder werd hij geïnspireerd door de dieren die hij er zag.
Op veel van zijn bronzen beelden in de openbare ruimte zijn bronzen vormen aangebracht met daarop de titel van het werk of andere informatie. Meestal bevinden deze zich op de sokkel of de voet van het werk. zie bijvoorbeeld Dikke vrindjes in Amsterdam-Watergraafsmeer.
In 2011 kreeg hij het verzoek een monument te maken om de treinramp bij Harmelen van 8 januari 1962 te herdenken. Het werd op 8 januari 2012 door Pieter van Vollenhoven onthuld.

## Selectie van werken

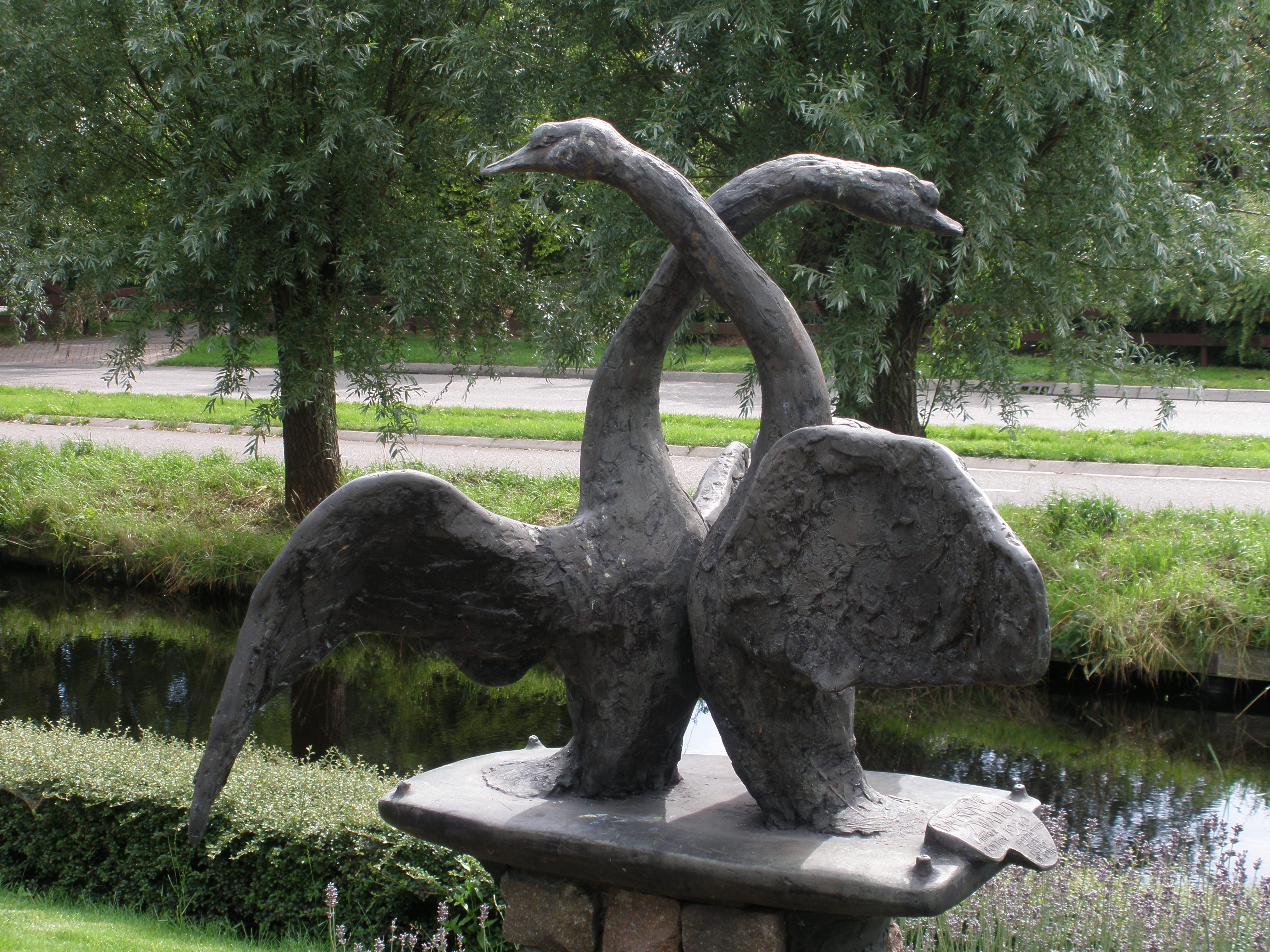
Baltsende zwanen, Zegveld
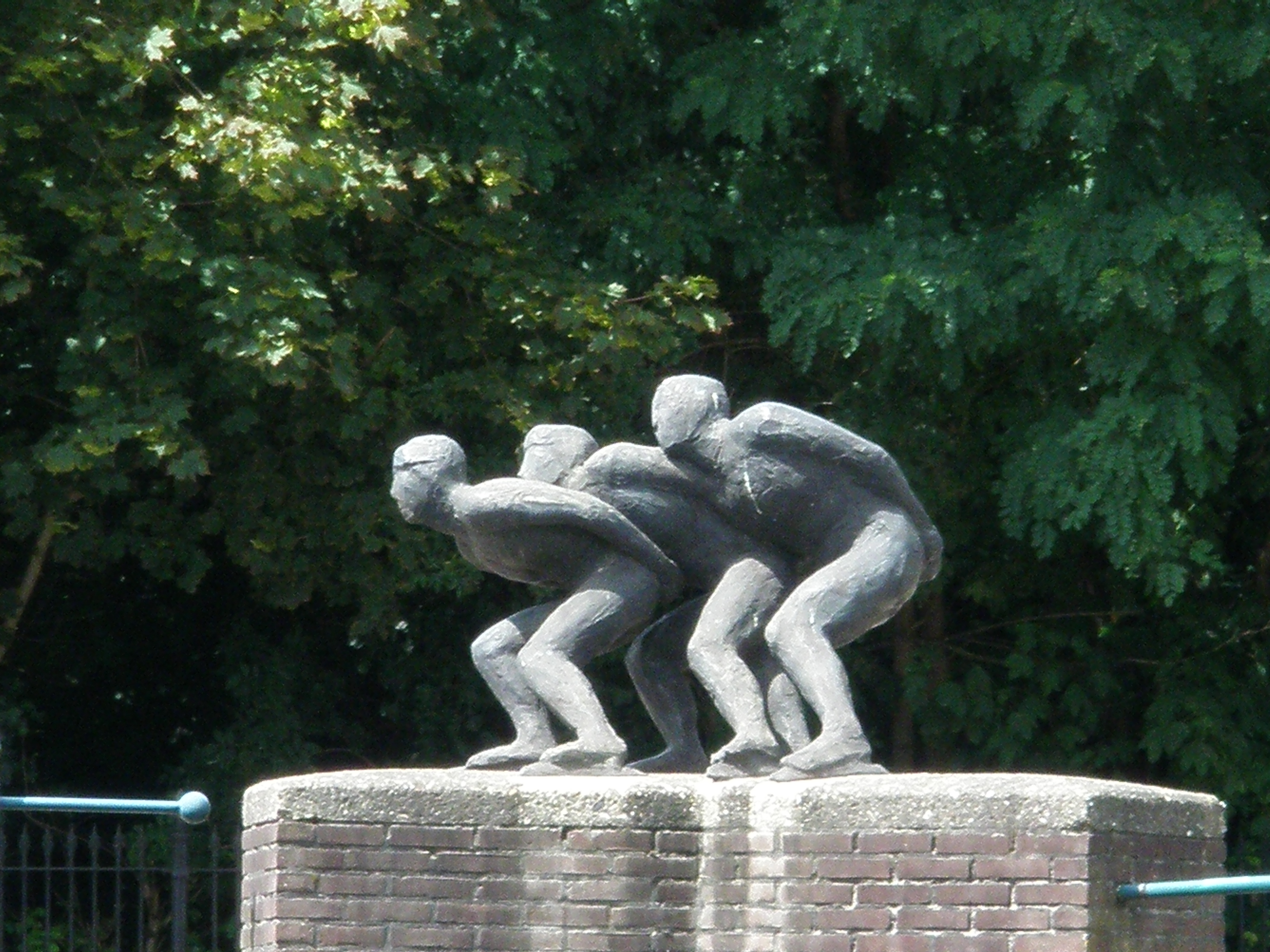
Drie schaatsers, Woerden
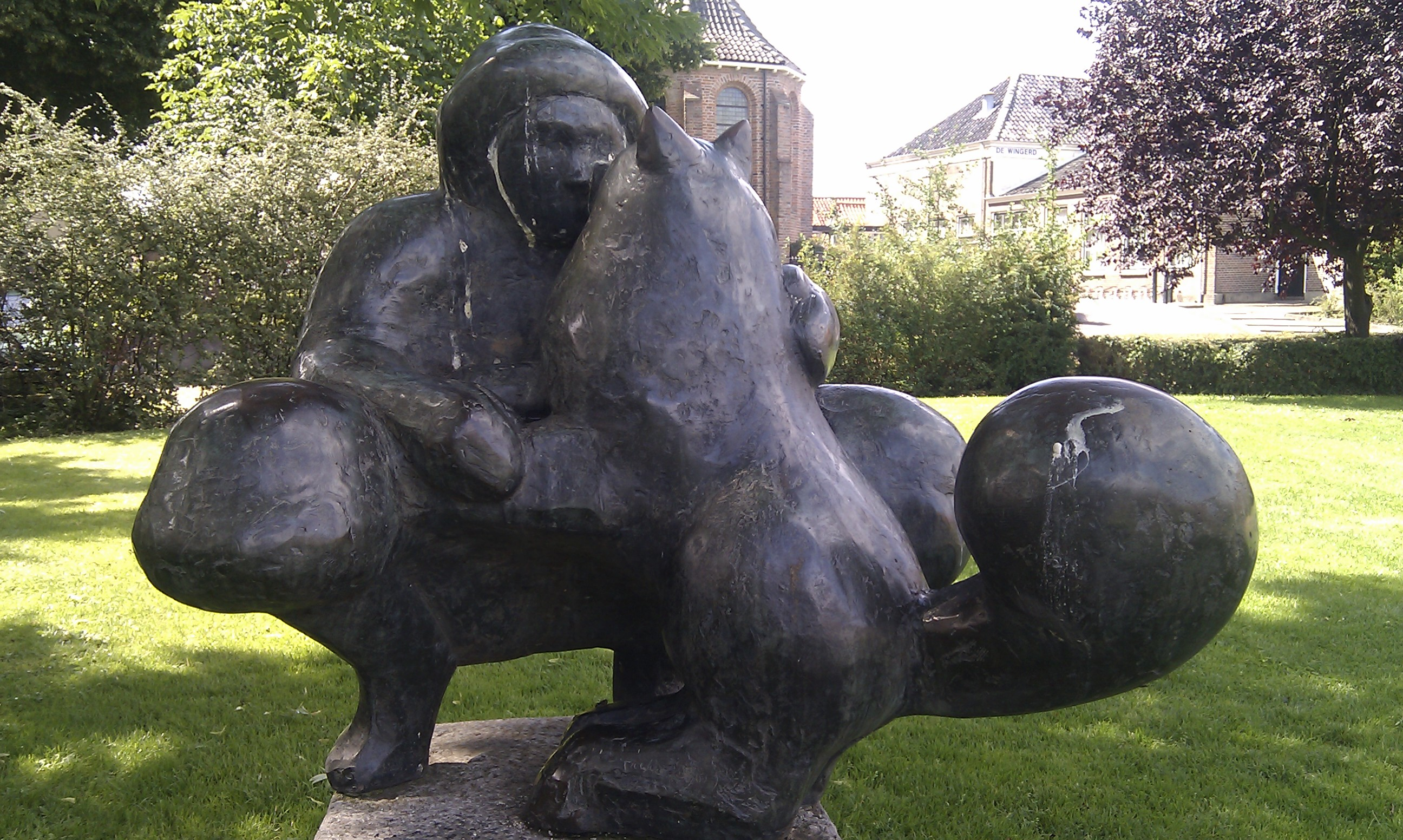
Eskimojongen met hond, Linschoten
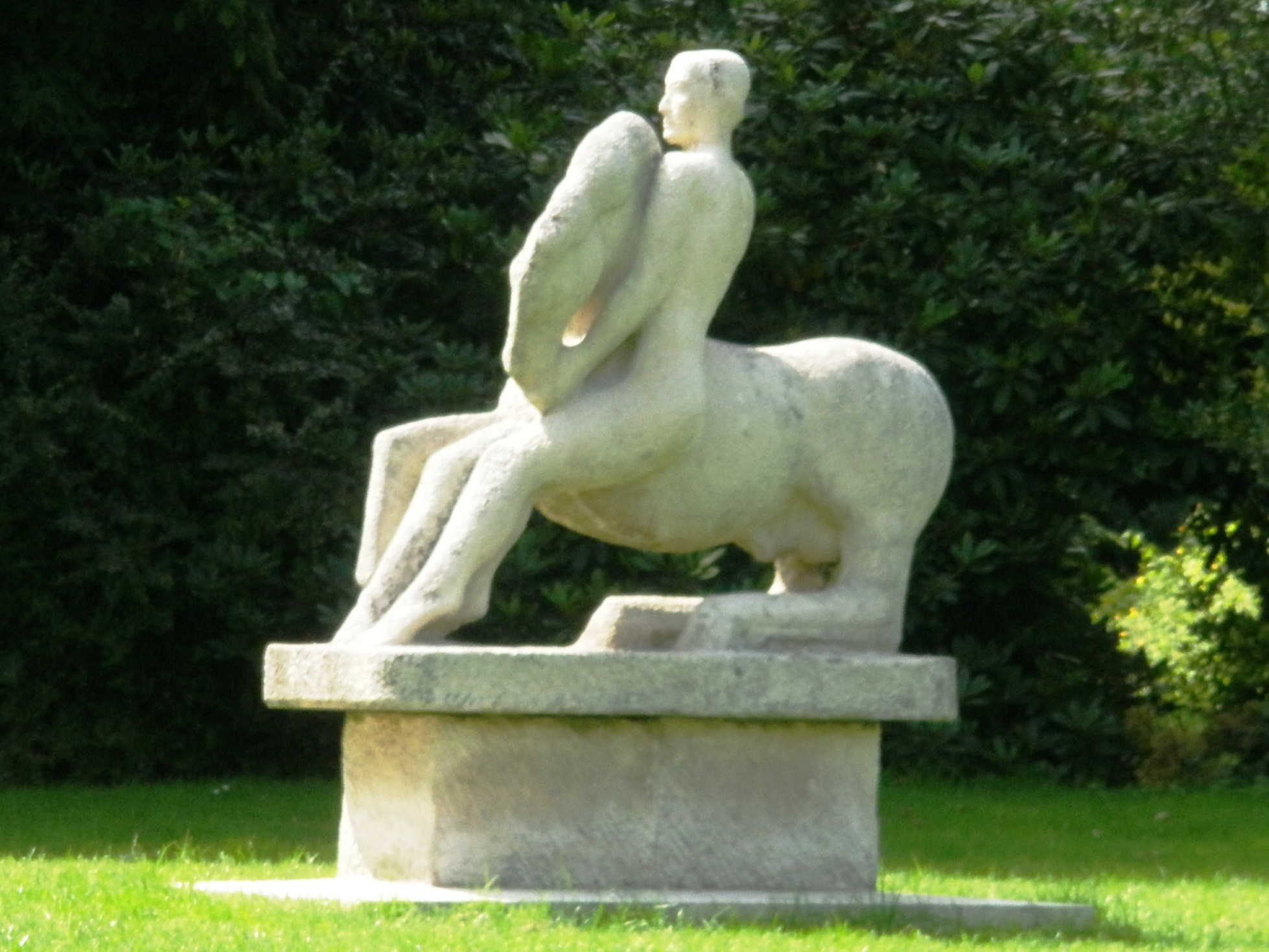
Man en paard, Kamerik
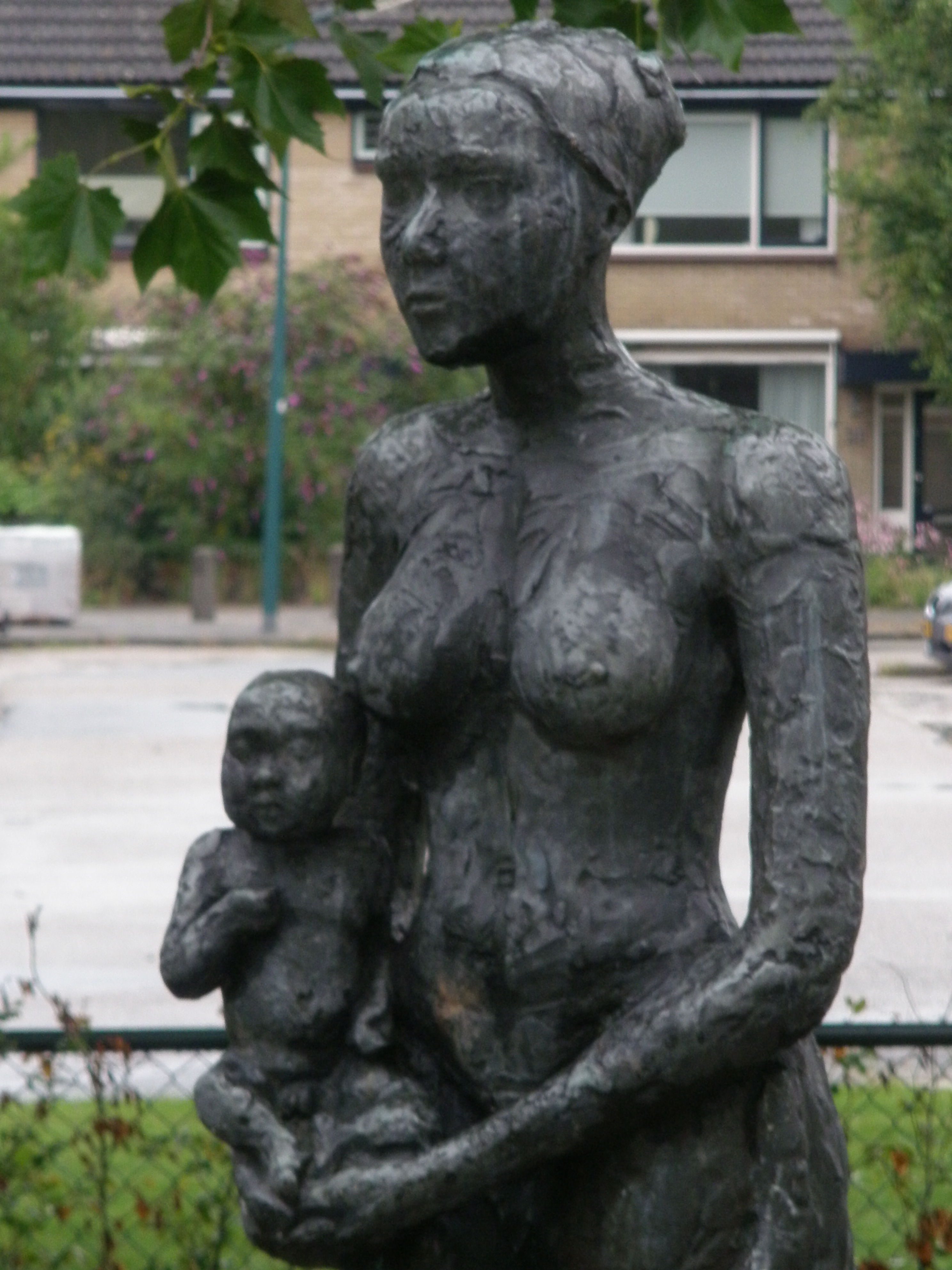
Moeder en kind, Woerden
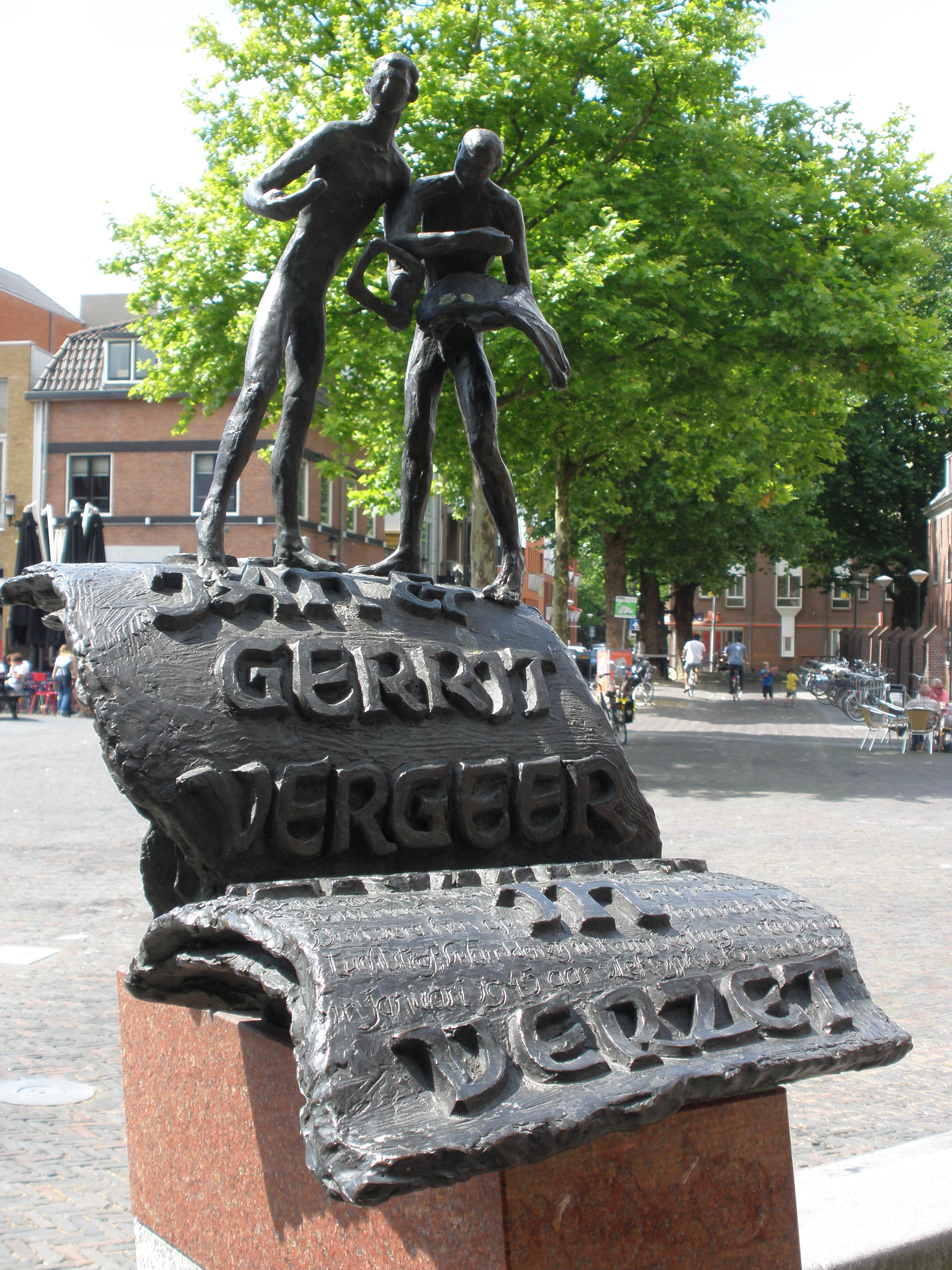
Drukkers in verzet, Woerden
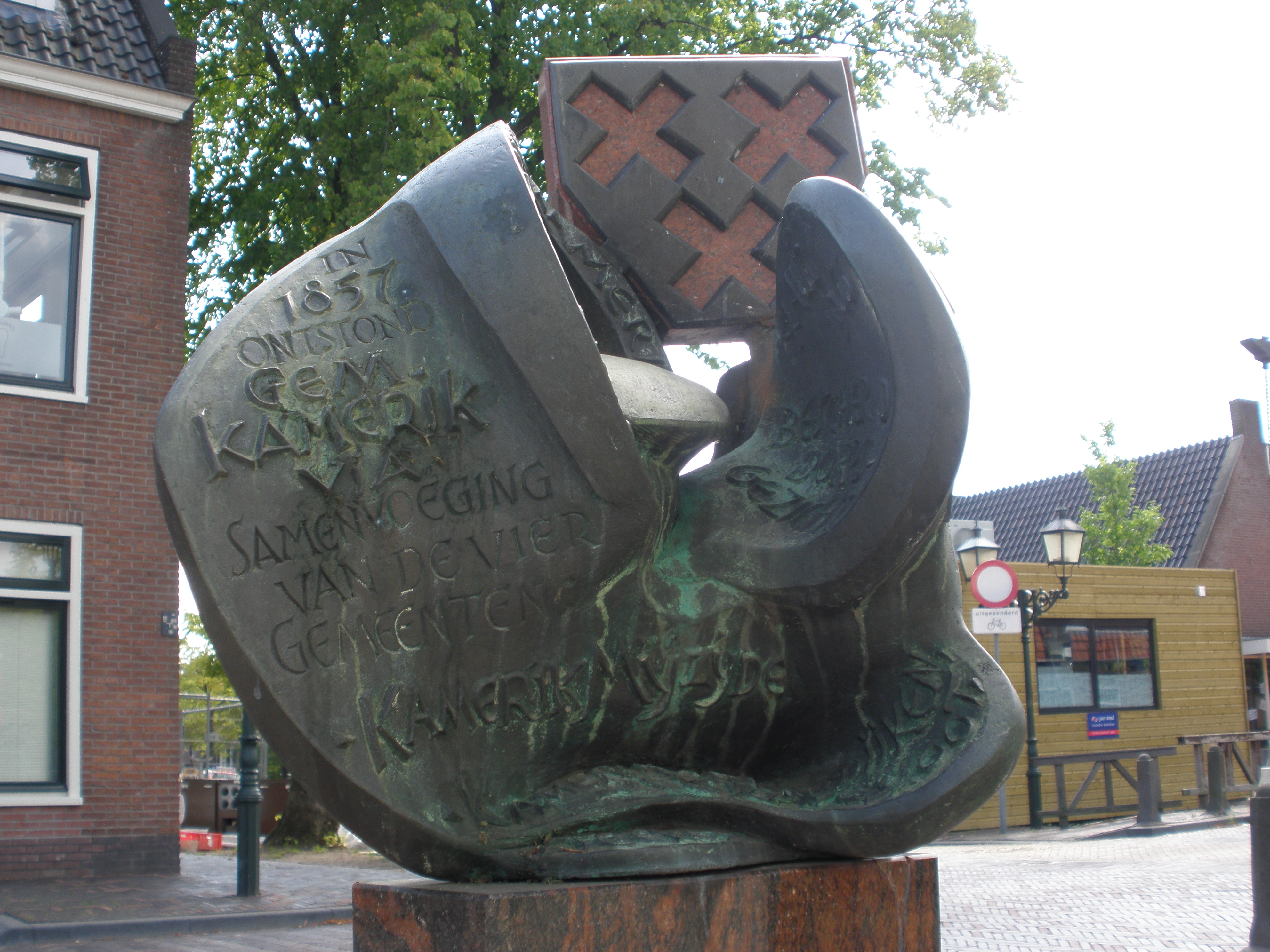
Gedenkteken Kamerik zelfstandig
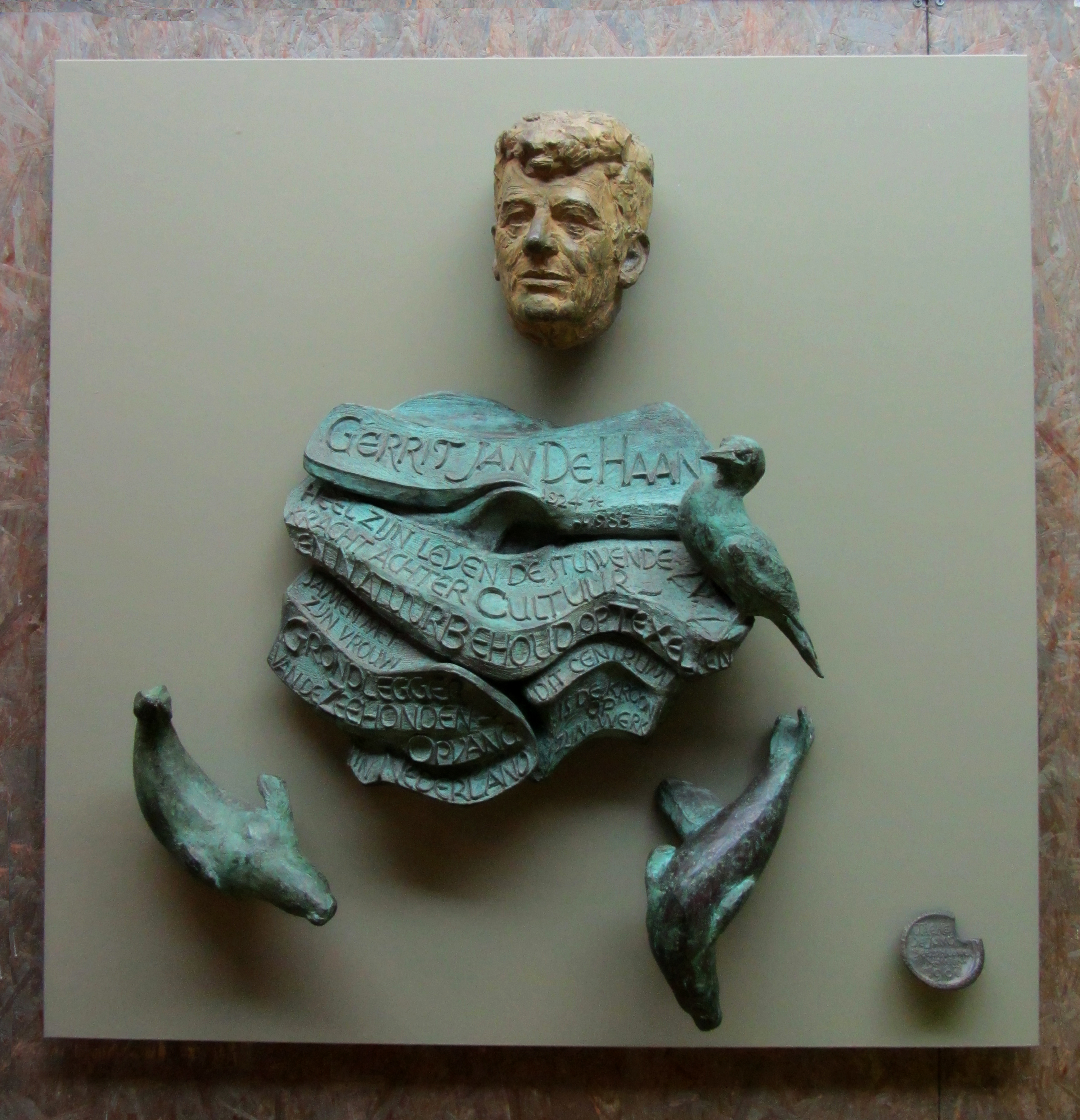
Gedenkteken voor Gerrit Jan de Haan, oprichter van Ecomare